# Шевченко, Сергей Яковлевич
Серге́й Я́ковлевич Шевче́нко (укр. Сергій Якович Шевченко; род. 15 мая 1960, Калининское) — советский, украинский футболист и тренер, мастер спорта СССР (1987), чемпион Украины (1992). Заслуженный работник физической культуры и спорта Автономной Республики Крым.

## Биография

### Карьера игрока
Родился в Кара-Балте Киргизской ССР, где в военном городке проживала его семья. Там же, в местной ДЮСШ начал заниматься футболом у тренера Анатолия Колмыкова, воспитавшего ряд известных футболистов — Николая Булгакова, Семёна Осиновского, Сергея Фокина. На одном из турниров Кубка юности, в котором участвовали сборные республик, составленные из 15-16 летних игроков, Шевченко, обладавшего сильным ударом с обеих ног, приметил Борис Игнатьев и вскоре пригласил в юношескую сборную СССР. Шевченко получал приглашения от ряда команд высшей лиги, но в итоге став выступать за команду второй лиги «Алга» (Фрунзе), с которой в 1978 году завоевал право выступать в первой лиге. Но в сезоне 1979 года, заняв последнее место, «Алга» снова опустилась во вторую лигу. Сезон 1983 года Шевченко провёл в ещё одной команде мастеров Киргизии — «Алай» (Ош), откуда перебрался в соседний Узбекистан, где в течение двух сезонов выступал за «Нефтяник» из Фергана. С этой командой дважды становился серебряным призёром зонального турнира второй лиги.
По окончании первенства Шевченко получил два предложения о переходе — от «Пахтакора», выступавшего в высшей лиге, и «Таврии» Симферополь. Начальник «Таврии» Анатолий Заяев, сумел уговорить футболиста переехать в Крым. В 1986 году Шевченко дебютировал за симферопольцев в матче 1 тура первенства второй лиги против команды «Авангард» (Ровно), а через несколько туров забил первый гол, поразив ворота керченского «Океана». По итогам первенства «Таврия» финишировала на втором месте. В следующем сезоне Шевченко стал одним из лидеров команды и её капитаном. Играя на позиции центрального полузащитника, стал лучшим бомбардиром команды, забив 21 гол в чемпионате, который клуб завершил на первом месте и, как победитель зонального турнира, принял участие в переходных матчах за право выступать в 1 лиге, где также победил, а Шевченко в этих играх отличился ещё тремя голами. В этом же году клуб дошёл до полуфинала Кубка СССР, где уступил минскому «Динамо» 0:2. В первой лиге Шевченко выступал до конца 1991 года, а уже со следующего года стартовал независимый чемпионат Украины.
В дебютном чемпионате в чемпионском матче против «Динамо» (Киев) забил решающий гол. Был признан лучшим игроком матча и чемпионата Украины. «Таврия» дебютировала в еврокубках 19 августа в гостевом поединке предварительного раунда Кубка чемпионов против ирландского «Шелбурна», завершившемся нулевой ничьей. В ответном матче Шевченко забил свой первый голом в еврокубках, открыв счёт на восьмой минуте поединка, закончившегося победой симферопольцев со счётом 2:1. В 1/16 финала «Таврия» дважды уступила швейцарскому «Сьону» — 4:1 и 3:1, Шевченко отличился забитыми мячами в обоих поединках. В следующем чемпионате команда заняла 10 место, а Шевченко перешёл в «Металлист». Проведя часть сезона, принял решение завершить игровую карьеру.

### Карьера тренера
Начал тренировать любительскую команду «Авангард» (Краматорск), ставшую чемпионом Донецкой области. В августе 1996 года Шевченко, по инициативе министра спорта Крыма Николая Гостева и президента Федерации футбола Крыма Валерия Авдыша, был назначен главным тренером «Таврии», сменив на этом посту Ивана Балана, в конце 1996 года покинул команду.
Позже работал в Узбекистане, где несколько сезонов возглавлял «Андижан». В 1999 году команда заняла 6 место, а уже в следующем сезоне Шевченко стал главным тренером другого клуба чемпионат Узбекистана — «Кызылкум» Зарафшан, с которым в 2002 году завоевал бронзовые медали. В начале 2003 года возглавил казахский клуб «Ордабасы», но уже в апреле оставил тренерский пост.
Вернувшись на Украину, в сезоне 2005/06 тренировал второлиговый «Кривбасс-2». В августе 2006 года принял команду «Титан» Армянск. В первом сезоне с новым тренером коллектив занял 3 место в своей группе второлигового турнира, а в следующем первенстве финишировал на втором месте. В 2010 году возглавлял любительский клуб «Химик» Красноперекопск, ставший победителем первенства Крыма.
В январе 2011 года Шевченко был назначен главным тренером краматорского «Авангарда», выступавшего в чемпионате Украины среди любительских команд. В сезоне 2011/12 команда получила профессиональный статус и заняла второе место в своей подгруппе, получив право участвовать в стыковых матчах за выход в первую лигу. Одержав победу в поединке против второй команды группы «А» — черниговской «Десны» — 2:1, во втором стыковом матче уступили перволиговому МФК «Николаев» со счётом 3:4. Но вскоре, из-за снятия с соревнований клуба первой лиги «Нива» (Винница), краматорский клуб всё же получил право участвовать в перволиговом турнире. Свой дебютный сезон во втором эшелоне украинского футбола команда Сергея Шевченко завершила на 7 месте. По завершении осенней части чемпионата сезона 2013/2014 Шевченко покинул краматорский клуб.
В 2012 году за вклад в развитие спорта в Крыму был награждён Почётной грамотой Верховного Совета Крыма.
В июле 2014 года возглавил тренерский штаб узбекской команды «Андижан». Но уже осенью того же года, из-за возникших в клубе финансовых проблем, оставил свой пост. Вернувшись в Крым, в августе 2015 года был назначен на должность спортивного директора ФК ТСК. 27 февраля 2016 года был назначен главным тренером клуба «ТСК-Таврия» Принял российское гражданство. В марте 2017 был вместе с бывшим тренером «Евпатории» Вячеславом Беляевым отчислен с тренерских курсов ФФУ «за поддержку Аннексии Крыма РФ.» 25 апреля после трёх подряд поражений был уволен с должности главного тренера и вернулся на должность спортивного директора клуба.

## Достижения

### Как игрока
- Чемпион Украины по футболу: 1992
- Лучший футболист первого чемпионата Украины: 1992
- Победитель зонального турнира второй лиги СССР: 1978, 1987

### Как тренера
- Бронзовый призёр чемпионата Узбекистана: 2002

## Награды и звания
- Заслуженный работник физической культуры и спорта Автономной Республики Крым (19 мая 2008) — За значительный личный вклад в развитие спорта в Автономной Республике Крым, высокий профессионализм, спортивные достижения и в связи с 50-летием со дня основания ООО «Спортивный клуб „Таврия“»[12]